# Estado Cao
El Estado de Cao (chino simplificado: 曹国; chino tradicional: 曹國; pinyin: Cáoguó) fue un estado vasallo de la dinastía Zhou. Fue fundado por Caoshu Zhenduo, quien murió hacia 1053 a. C., hijo menor del Rey Wen de Zhou. Su capital fue Taoqiu (陶丘), Shandong.
Hay pocos registros de la historia de este estado, pero se sabe que en 826 a. C. el conde You de Cao (曹幽伯) fue destronado y asesinado por su hermano, el conde Dai de Cao (曹戴伯), quien reina por 30 años. En 760 a. C., el conde Fei de Cao (曹廢伯) sufre la misma suerte a manos de su hermano, el duque Mu de Cao (曹穆公). A partir de entonces, los gobernantes dejaron de titularse señores (君, Jūn) y especialmente condes (伯, Bó), y se vuelven duques (公, Gōng).
En continuas guerras con Jin y Chu. En 637 a. C., Chong'er (重耳), futuro duque Wen de Jin (晉文公) e hijo del duque Xian de Jin (晋献公), estaba en dificultades huyó a Cao y fue tratado duramente por el duque Gong de Cao (曹共公). Por entonces era aliado o vasallo de Chu, cuando este atacó Song, Jin lanzó un ataque de distracción sobre Cao. En Chengpu (632 a. C. Jin consiguió una victoria absoluta y después arrasó Cao, tomando a Gong como prisionero. En 515 a. C., el duque Jin de Song capturó el duque Dao de Cao (曹悼公) y lo mantuvo prisionero hasta su muerte, provocando una guerra civil entre sus sucesores. El duque Fei de Cao (曹廢公) invadió Song en 487 a. C., en venganza Jin lo conquistó.